# Моніторинг геологічного середовища
Моніторинг геологічного середовища (рос. мониторинг геологической среды, англ. monitoring of the geological environment, нім. Monitoring n des geologischen Milieus) – система спостережень, збирання, обробки, передавання, зберігання та аналізу інформації про стан геологічного середовища, прогнозування його змін, розробки науково обґрунтованих рекомендацій для прийняття відповідних рішень.